# Talyšské hory

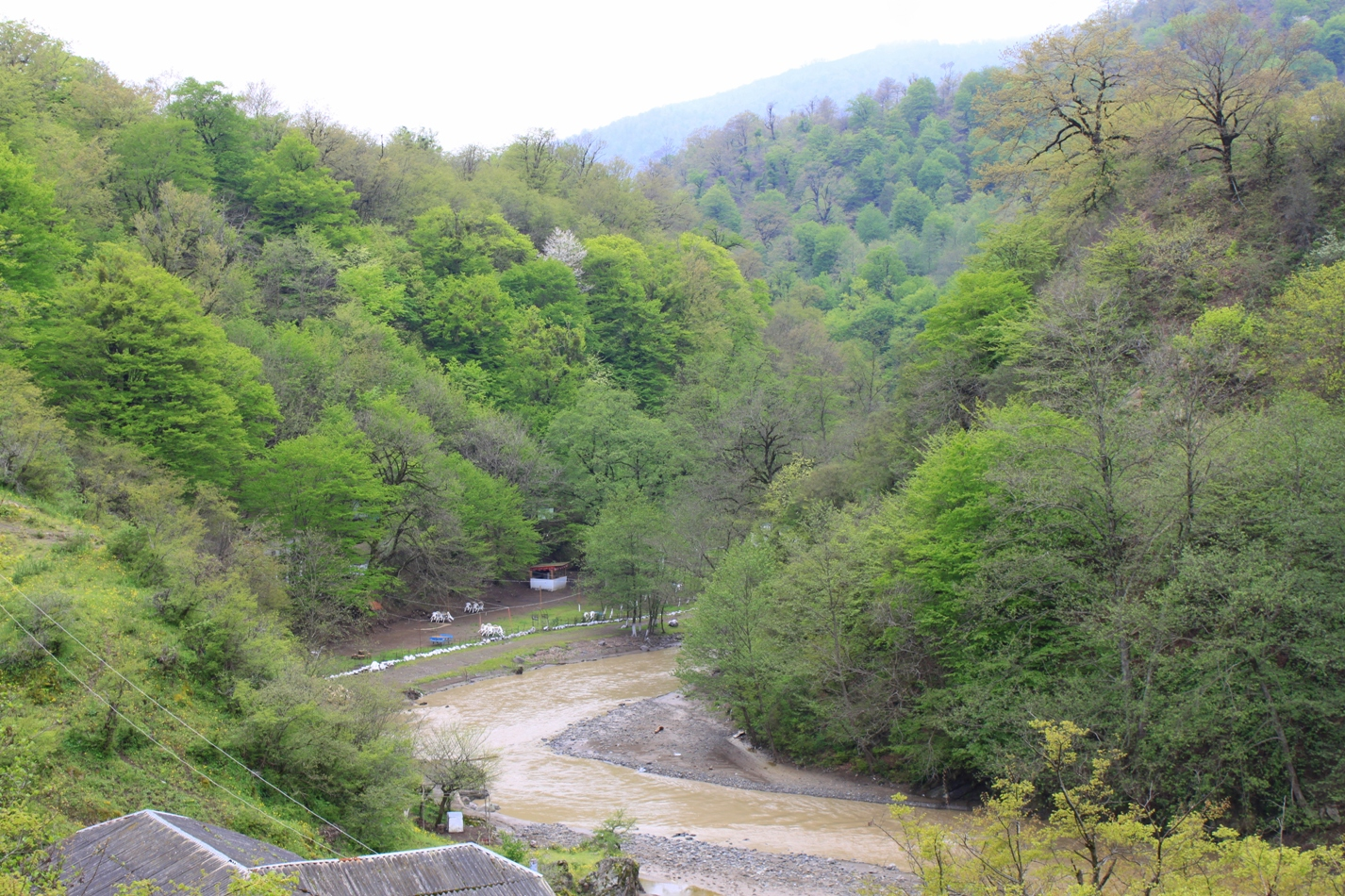
Talyšské hory v Ázerbájdžánu

Talyšské hory (ázerbájdžánsky Talış dağları, persky کوههای تالش) je horské pásmo v severozápadním Íránu a jihovýchodním Ázerbájdžánu, v severozápadní části pohoří Elborz. Táhne se jihovýchodním směrem od Lenkoranské nížiny v jihovýchodním Ázerbájdžánu až k dolnímu toku řeky Sefídrúd v severozápadním Íránu. Několik vrcholů přesahuje 3 000 metrů nad mořem. Podnebí je vlhké, subtropické.